# Martha Schmetz
Martha Schmetz (* 9. Februar 1919 in Essen; † 8. Februar 2009 in Wuppertal) war deutsche Journalistin, Illustratorin und Kunsterzieherin. Ihre Spezialität waren Tierzeichnungen.

## Leben und Wirken
Martha Schmetz erhielt aufgrund ihrer künstlerischen Begabung als 17-Jährige einen Studienplatz an der Kunstakademie Düsseldorf, wo sie unter anderen bei Edwin Scharff von 1936 bis 1941 studierte. 1949 siedelte sie nach Wuppertal-Elberfeld über und hatte ihre erste Unterkunft im Zoo. Im Zoo zeichnete sie nicht nur die Tiere, sondern half auch sie aufzuziehen. Sie war dann bis 1971 als freie Journalistin und Illustratorin für Buchverlage und Zeitungen tätig. Unter anderen erstellte sie die bei den Lesern beliebten Zoo-Reportagen für den einstigen General-Anzeiger. Des Weiteren war sie an Fernsehproduktionen des Westdeutschen Rundfunks (WDR) beteiligt, 1986 unter anderen an der ZDF-Dokumentation Der Fall des Elefanten von Volker Anding. Ab 1971 arbeitete sie als Werklehrerin und Kunsterzieherin.
Martha Schmetz schrieb ihre Zoo-Reportagen (s. o.) Ende der 1940er, Anfang der 1950er Jahre für den „General-Anzeiger Wuppertal“ unter dem Titel „Martha bummelt durch den Zoo“, zu der sie auch eigene Zeichnungen beisteuerte. Sie war es, die 1950 Zirkusdirektor Althoff auf die Idee brachte, den kleinen Zoo-Elefanten Tuffi auf eine – heute so berühmte – Werbefahrt mit der Wuppertaler Schwebebahn zu bringen. Tuffi wurde jedoch kurz nach dem Start unruhig und sprang während der Fahrt aus der Bahn. Überstand den Sturz in die Wupper aber unverletzt.
Im Bundesverband Bildender Künstlerinnen und Künstler (BBK) war Schmetz Mitglied.

## Ausstellungen
- 1976: Sparkasse Wuppertal[3]

## Beteiligt an
- Gerhard Haas: Wegweiser durch den Zoologischen Garten der Stadt Wuppertal. Hrsg.: Zoologischer Garten der Stadt Wuppertal. Wuppertal 1968 (Vignetten von Martha Schmetz).
- Pottkieker Jr.: Bergische Küche. Schwarze, Wuppertal 1970 (Vignetten von Martha Schmetz).
- Erika Schiele: Haltung des Reit- und Zuchtpferdes: Erfahrungen aus der Praxis. BLV-Verlagsgesellschaft, Wuppertal 1976, ISBN 3-405-11537-X (Zeichnungen von Martha Schmetz).